# Фрайберзька гірнича академія

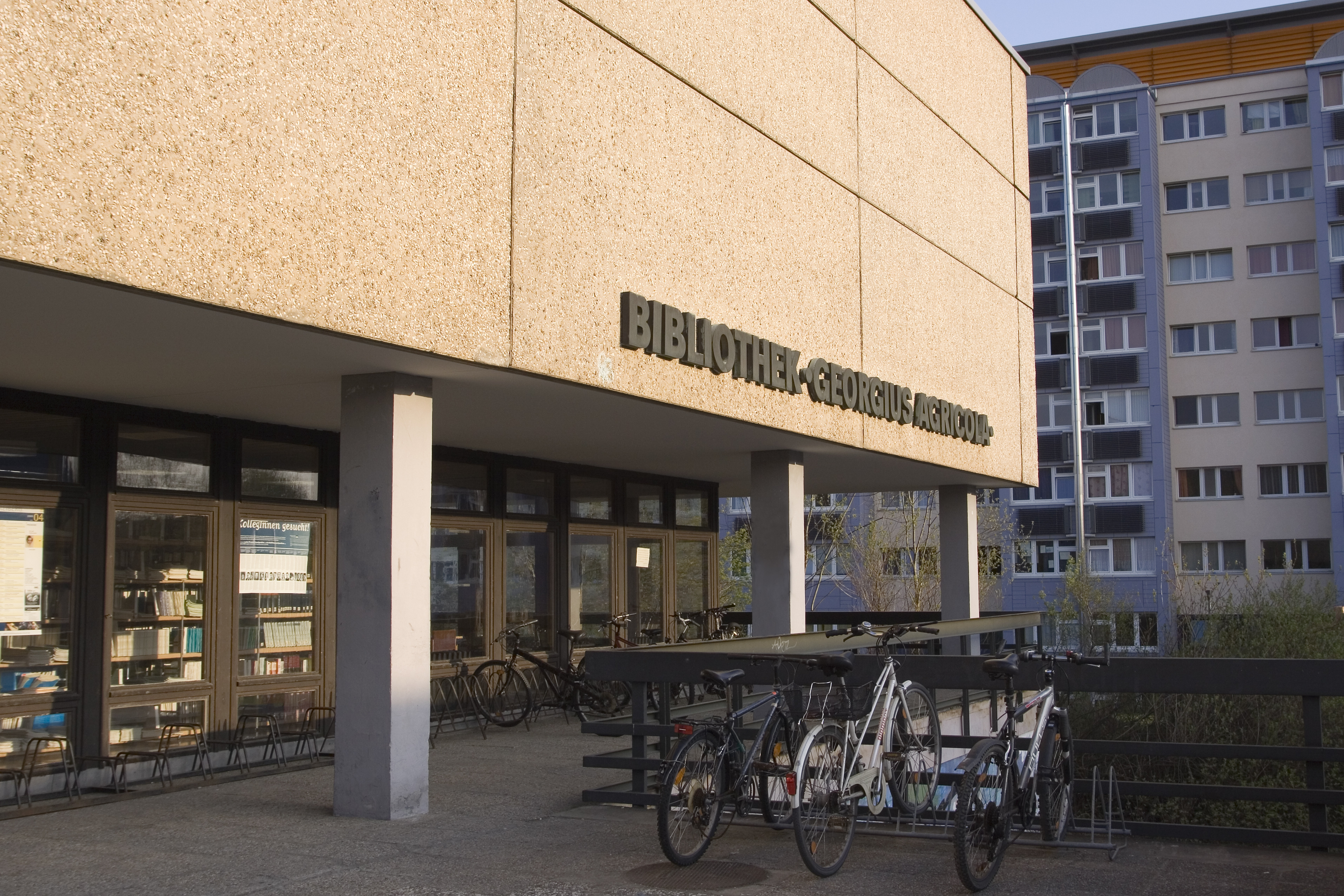
Бібліотека університету.

Технічний університет Фрайберзька гірнича академія (нім. Technische Universität Bergakademie Freiberg),TUBAF — історичний університет у Фрайберзі (Саксонія Німеччина), заснований у 1765 року, найстаріший гірничий університет світу.

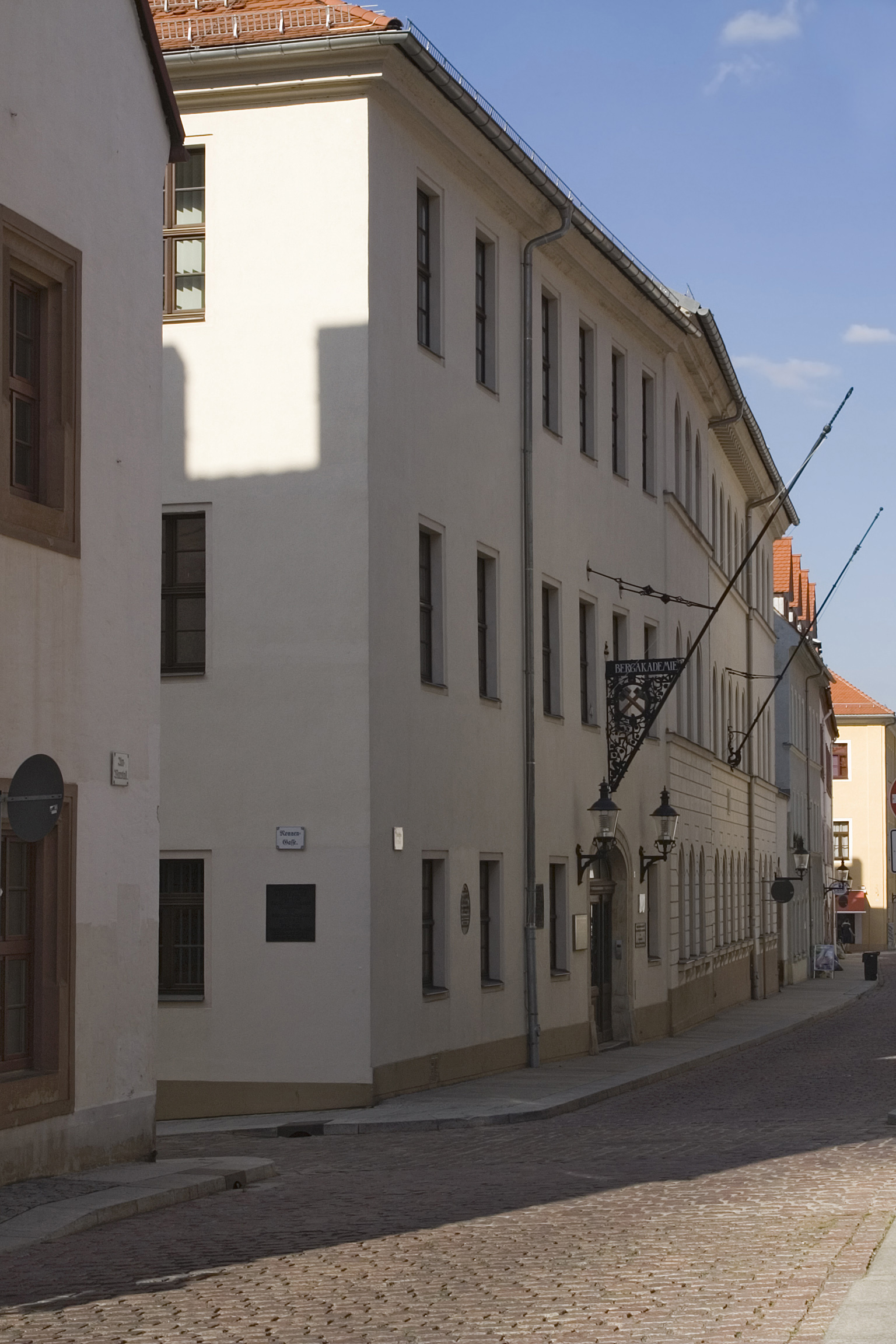
Основний корпус Академії на Академштрасе.

В університеті викладав Авраам Ґотлоб Вернер, якого називають батьком німецької геології. Станом на 2022 рік в університеті навчається 3,471 студентів

## Історія
У 1795 році принц Франц Ксавер Саксонський за планом Фрідріха Вільгельма фон Опель, (1720—1767), Карла Вільгельма фон Бенно Хейніца і Фрідріха Антона фон Хейніца заснував школу професійного навчання гірників під ім'ям Курфюршеська саксонська гірська академія Фрайберга (з 1806 року : Королівська саксонська гірнича академія Фрайберга). Головною причиною цієї події було поразка в Семирічній війні і обов'язок виплатити репарації, що в свою чергу вимагало збільшення числа професійних гірників.
Гірнича академія Фрайберга є найстарішим з гірничопромислових навчальних закладів, так як чотири раніше засновані академії в Потосі (Болівія, 1557—1786), Конгсбергу (Норвегія, 1757—1814), Банська Штьявніца (Словаччина, 1762—1919) і Празі (Чехія, 1762—1772) більше не існують. Гірнича академія Фрайберга є також найстарішим після Національної школи мостів і доріг (фр. École nationale des ponts et chaussées) технічним навчальним закладом.
У Гірничій академії Фрайберга були відкриті два хімічні елементи: індій (Фердинанд Райх, 1863) і германій (Клеменс Вінклер, 1886)
До заснування Дрезденського технічного університету в 1871 році Гірнича академія Фрайберга була найвищим навчальним закладом Саксонії. У 1899 році академії було присвоєно звання вищого навчального закладу, з 1905 року Академія отримала право видачі ступеня «доктора інженерних наук» (нім. Grad eines Dr.-Ing.), а з 1939 року — «доктора природничих наук» (нім. Grad eines Dr. rer. nat.). У 1940 році був заснований факультет гірничої справи та металургії, а з 1955 року інженерно-економічний і науково-математичний Факультет. У 1955 році був заснований факультет робочих і будівельників (нім. Arbeiter- und Bauernfakultät «Wilhelm Pieck»). Професори Еріх Раммлер і Георг Білкенротх за відкриття високотемпературного коксу з бурого вугілля були нагороджені Національною премією НДР.

## Сучасна структура
В Гірничій академії Фрайберга шість факультетів:
- Факультет математики та інформатики (Факультет 1)
- Факультет хімії та фізики (Факультет 2)
- Факультет геонаук, геотехніки та гірничої справи (Факультет 3)
- Факультет машинобудування, виробничої техніки і енерготехніки (Факультет 4)
- Факультет дослідження матеріалів і техніки матеріалів (Факультет 5)
- Факультет економічних наук (Факультет 6)

Восени 1996 року також був заснований Міждисциплінарний екологічний центр (нім. Interdisziplinäres Ökologisches Zentrum (IÖZ))
У зимовому семестрі 2009/10 число учнів ТУ Гірнича академія Фрайберга склало більше 5000, у тому числі 30 % студенток і 8 % іноземних учнів. Усього в 2009 році було надано 27 різних спеціальностей з отриманням ступенів бакалавра чи майстера. ТУ Гірнича академія Фрайберга також характеризується високою практичною орієнтацією і численними об'єднаннями з приватними підприємствами. У 2008 році спонсорські кошти обчислювалися в розмірі 35 мільйонів євро на рік.
ТУ Гірнича академія Фрайберга є ініціатором співпраці з заснованим в 1993 році університетом Міжнародний інститут Циттау (нім. Internationales Hochschulinstitut Zittau, IHZ) і єдиною системою підтримки молодих підприємств SAXEED.